# PowerVR

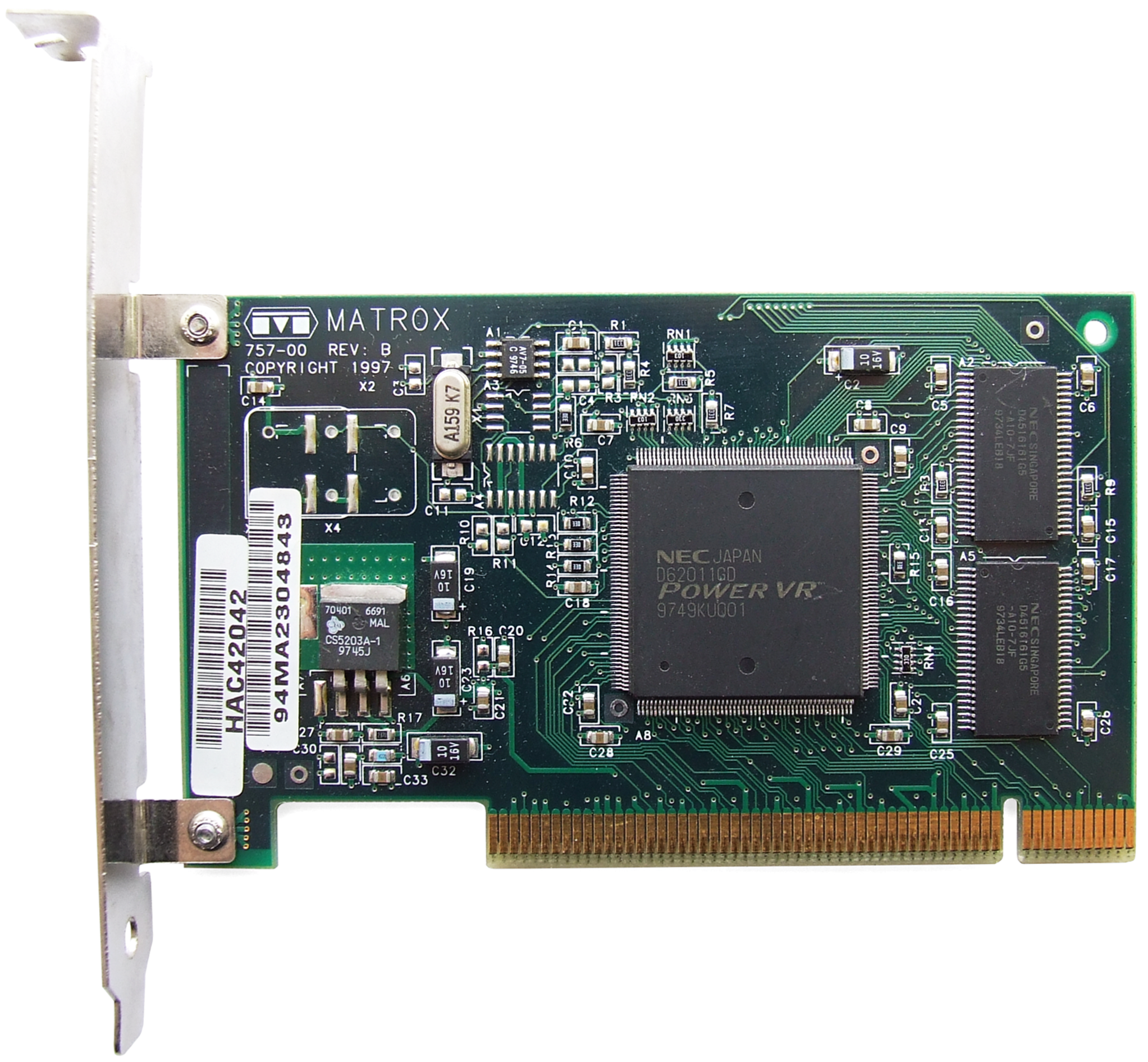
NEC:s Matrox m3D-accelerator.

PowerVR är en division av det brittiska företaget Imagination Technology (tidigare VideoLogic), som utvecklar hårdvara och programvara för 2D- och 3D-rendering, och även för videokodning, avkodning, och tillhörande bildbehandling. PowerVR associeras ofta som namnet på företagets familj för grafikkort samt processorchip.

## Historia
I slutet av 1990-talet konkurrerade Imagination Technology kraftigt med 3dfx i 3D-acceleratormarknaden för stationära datorer och spelkonsoler, men till slut tvingades båda företagen från denna marknad genom ökad konkurrens av exempelvis OpenGL, Direct3D samt ATI- och Nvidia-kort, som stödde dessa tekniker något bättre. Sedan dess har PowerVR-tekniken i huvudsak riktat sig till lågenergimarknaden och finns nu inuti många mobila enheter som handdatorer och mobiltelefoner. PowerVR-acceleratorer tillverkas inte av Imagination Technology, utan deras designer är licensierade till andra företag, såsom NEC, Intel, Freescale, TI, Samsung och Nokia.

## Versioner

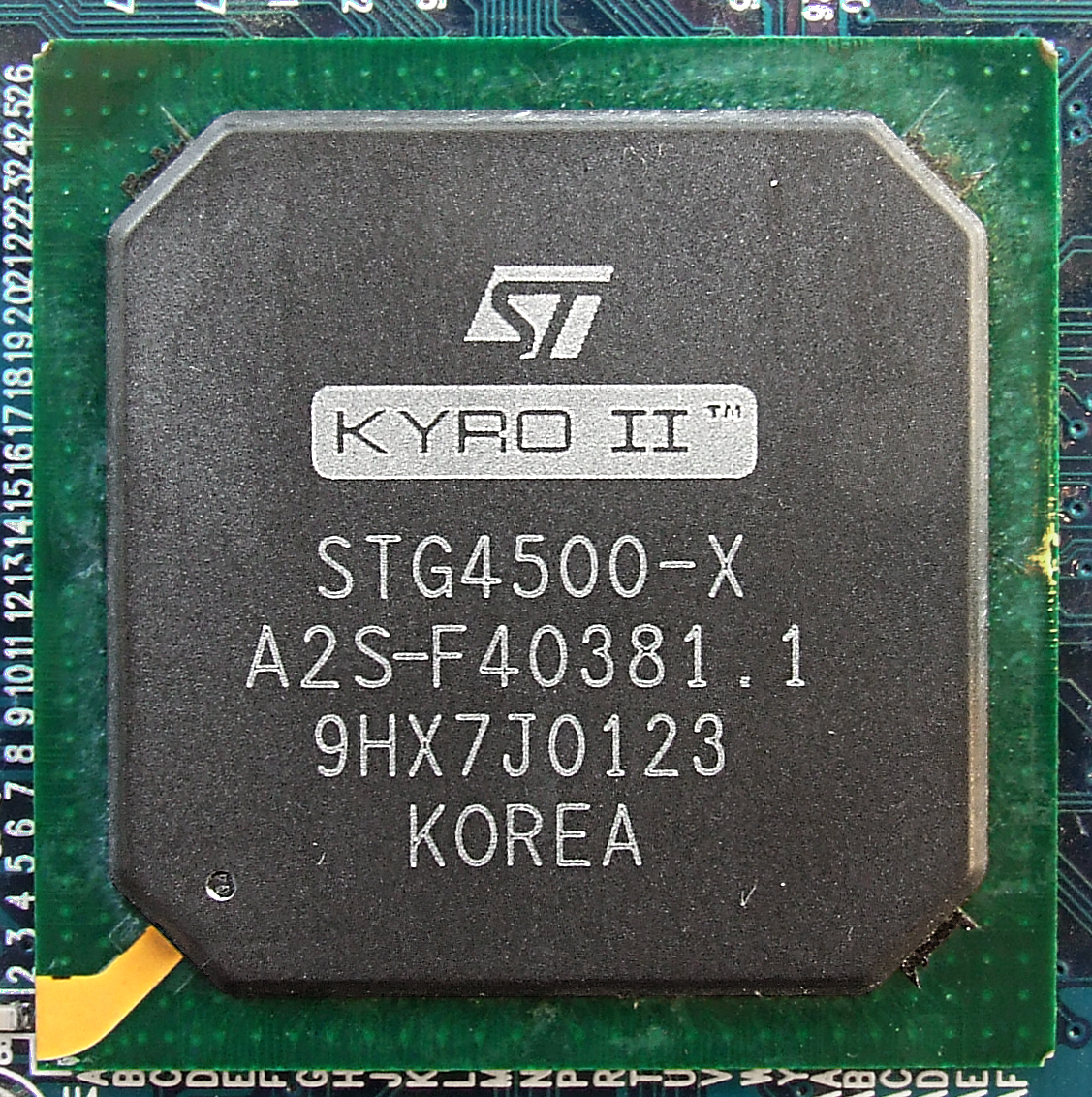
Grafikkortet Kyro II, licensierat av STMicro.

PowerVR SGX, som tillhör "Series 5", är den senaste generationen av PowerVR-acceleratorer. Nytt för denna version är bland annat stöd för OpenGLES 2.0. Eftersom produktionen av "Series 4"-chipen inställdes, anses SGX-serien ofta vara den indirekta efterföljaren till PowerVR MBX-serien. MGX-serien tillhör de sist producerade "Series 3"-baserade chipserierna, som för närvarande inte längre produceras.
De två första serierna i PowerVR-familjen, "Series 1" och "Series 2", var licensierade till japanska NEC.

## Produkter
Flera versioner ingår i denna PowerVR-familj, som i skrivande stund används till förhållandevis avancerade mobiltelefoner (som exempelvis Nokia N900), mediaspelare (som exempelvis 3:e generationen Ipod Touch), stationära spelkonsoler (som exempelvis Sega Dreamcast) och bärbara spelkonsoler (som exempelvis kommande PlayStation Portable 2).